# Geoffrey H. Malins

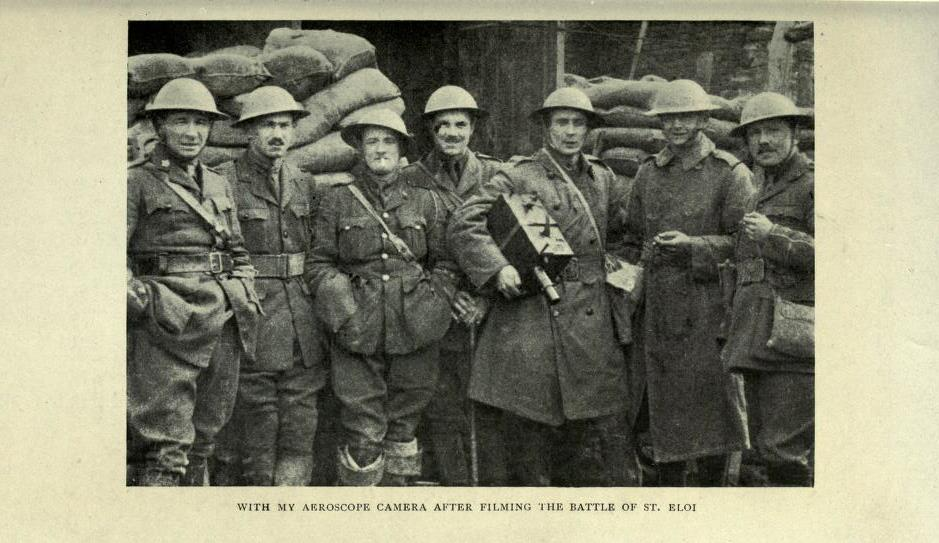
Geoffrey Malins (avec la caméra)

Geoffrey H. Malins est un scénariste, réalisateur, producteur et directeur de la photographie britannique né le 18 novembre 1886 à Hastings (Angleterre), et mort le 11 février 1940 au Cap, en Afrique du Sud. Il est surtout connu pour la réalisation en 1916 du film La Bataille de la Somme, inscrit au registre international Mémoire du monde de l'UNESCO en 2005

## Biographie
Geoffrey Malins naît à Hastings, fils de Frederick William Malins et de Annie Maria Jackson. Il est discret à l'égard de ses premières années, modifie sa date de naissance occasionnellement, laisse dire quand un lieu de naissance à Boston, dans le Lincolnshire, lui est attribué. Il se marie en 1909, sa femme et lui ont deux filles. 
Il travaille comme photographe à Hastings, et Eastbourne, puis à Londres. En 1910, il devient chef cameraman pour la Clarendon Film Company (en). Lorsque la Première Guerre éclate, il quitte sa position pour un poste de caméraman chez Gaumont Graphic. Alors que les armées britannique et française ont instauré un contrôle sur les images tournées sur le front, l'armée belge est plus souple et Malins réalise quelques séquences filmées pour Gaumont Graphic. Il obtient de l'armée française l'autorisation de tourner et réalise Brilliant French Victory in the Vosges (mars 1915). L'armée britannique prend à son tour conscience de l'intérêt du cinéma pour la propagande militaire, et accepte d'envoyer deux réalisateurs sur le front, Malins et Edward Tong, tous les deux avec le grade de lieutenant, le 2 novembre 1915. Tong est blessé et rapatrié dès décembre. Les films réalisés par Malins sont présentées au public sous l'intitulé « Official Pictures of the British Army in France », dès janvier 1916.
Le 1er juillet 1916, Malins accompagné de John Benjamin McDowell qui a remplacé Tong, obtient en France du matériel filmé qui semble trop important pour être incorporé en diverses séquences et la décision est prise de réaliser un film unique, d'une durée de 75 minutes, sous l'intitulé The Battle of the Somme, projeté pour la première fois en août 1916. Le succès du film est considérable, il est vu par environ 20 millions de spectateurs durant les six semaines qui ont suivi sa sortie.
Malins participe à deux autres films, The King visits his Army in the Great Advance, en octobre 1916, et The Battle of the Ancre and the advance of the Tanks, en janvier 1917. Mais il connaît des difficultés de santé et quelques désaccords avec l'état-major britannique et, en juin 1918, il est déchargé de ses fonctions. Il reçoit la médaille de l'Empire britannique (BEM) le même mois.
Il publie ses mémoires après la guerre, sous l'intitulé How I filmed the War (1919). 
Après la guerre, il mène une carrière réussie de réalisateur, tout en voyageant régulièrement. Il s'installe en Afrique du Sud en 1931, dirige des cinémas et donne des conférences. Il se remarie en 1933 et a une fille. Il meurt des suites d'un cancer au Cap, le 11 février 1940.

## Distinctions et postérité
Il est décoré de la médaille de l'Empire britannique en juin 1918.
Le film La Bataille de la Somme est inscrit en 2005 au registre international Mémoire du monde de l'UNESCO. La séquence qui montre un soldat portant à l'abri un camarade blessé est devenu un symbole de la souffrance et de l'endurance des soldats.

## Filmographie

### Comme directeur de la photographie
- 1916 : La Bataille de la Somme

### Comme scénariste
- 1918 : The Girl from Downing Street
- 1919 : Everybody's Doing It
- 1920 : Watch Your Step
- 1920 : Our Girls and Their Physique
- 1922 : The Stockbroker's Clerk
- 1922 : The Six Napoleons
- 1922 : The Musgrave Ritual
- 1922 : The Greek Interpreter
- 1922 : The Golden Pince-Nez
- 1922 : Charles Augustus Milverton
- 1922 : The Bruce Partington Plans
- 1922 : The Boscombe Valley Mystery
- 1922 : Black Peter
- 1922 : The Abbey Grange
- 1923 : The Three Students
- 1923 : The Stone of Mazarin
- 1923 : The Speckled Band
- 1923 : Silver Blaze
- 1923 : The Mystery of Thor Bridge
- 1923 : The Mystery of the Dancing Men
- 1923 : The Missing Three-Quarter
- 1923 : His Last Bow
- 1923 : The Gloria Scott
- 1923 : The Engineer's Thumb
- 1923 : The Disappearance of Lady Frances Carfax
- 1923 : The Crooked Man
- 1923 : The Cardboard Box
- 1923 : The Blue Carbuncle
- 1926 : Sahara Love
- 1926 : Safety First
- 1930 : London Melody

### comme réalisateur
- 1918 : A Peep Behind the Scenes
- 1918 : The Girl from Downing Street
- 1919 : The Rainbow Chasers
- 1919 : Patricia Brent, Spinster
- 1919 : The Greater Love
- 1919 : Father O'Flynn
- 1919 : Everybody's Doing It
- 1920 : Watch Your Step
- 1920 : Settled in Full
- 1920 : Our Girls and Their Physique
- 1920 : The Golden Web
- 1920 : All the Winners
- 1921 : Bluff
- 1921 : Ally Sloper's Teetotal Island
- 1921 : Ally Sloper's Loan Office
- 1921 : Ally Sloper's Haunted House
- 1921 : Ally Sloper Runs a Revue
- 1921 : Ally Sloper Goes Yachting
- 1921 : Ally Sloper Goes Bathing
- 1921 : Watching Eyes
- 1922 : The Recoil
- 1922 : Fortune's Fool
- 1925 : The Wonderful Wooing
- 1926 : For My Lady's Happiness
- 1928 : Double Dealing
- 1930 : London Melody

### comme producteur
- 1930 : London Melody

### comme acteur
- 1921 : Watching Eyes : Adam Dewey